# Катеринівка (пункт контролю)
51°39′18″ пн. ш. 34°5′21″ сх. д. / 51.65500° пн. ш. 34.08917° сх. д.
Катери́нівка — пункт пропуску через державний кордон України на кордоні з Росією.
Розташований у Сумській області, Глухівський район, поблизу однойменного села на автошляху E38 із яким збігаються Р65 та Т 2502. З російського боку знаходиться пункт пропуску «Крупець», Рильський район Курської області, на автошляху Р-199 у напрямку Рильська.
Вид пункту пропуску — автомобільний. Статус пункту пропуску — міжнародний.
Характер перевезень — пасажирський, вантажний.
Окрім радіологічного, митного та прикордонного контролю, пункт пропуску «Катеринівка» може здійснювати санітарний, фітосанітарний, ветеринарний, екологічний та контроль Служби міжнародних автомобільних перевезень.
Пункт пропуску «Катеринівка» входить до складу митного посту «Глухів» Глухівської митниці. Код пункту пропуску — 80509 09 00 (11).

## Джелела та посилання
- Пункти пропуску на кордоні із Росією — Державна прикордонна служба[недоступне посилання з квітня 2019]